# Leighton Baines
Leighton John Baines (1 tháng 12 năm 1984) là một cựu cầu thủ bóng đá đã giải nghệ, anh đã có 13 năm thi đấu cho Everton và 5 năm thi đấu cho đội tuyển Anh trong vai trò Hậu vệ chạy cánh trái.

## Wigan Athletic
Baines bắt đầu sự nghiệp tại Wigan Athletic vào năm 2002,là 1 thành viên của đội hình giành xuất thăng hạng từ giải hạng nhì của bóng đá Anh lên hạng nhất của Wigan.Khi Wigan Athletic lên được chơi lên chơi ở Premier League vào mùa 2004-05 Baines đã ghi bàn thắng đầu tiên

## Everton
Vào tháng 7 năm 2007, Baines đã từ chối Sunderland AFC,tuy rằng họ đã trả với giá 6 triệu£ và được sự đồng ý của đội bóng chủ quản là Wigan để đến với Everton FC.Baines chơi ko tốt ở mùa thứ nhất nhưng đến mùa thứ 2 đã chứng kiến sự tiến bộ của Baines ở Everton.Với việc Joseph Yobo gặp chấn thương Joleon Lescott đẩy vào đá trung vệ anh đã được đá chính và trong mùa giải đó anh đã 2 lần là cầu thủ của tháng.Mùa 2010/11 anh có suất đá chính từ đầu mùa đến cuối mùa ở Everton.Điều đó giúp anh dược gọi vào tuyển quốc gia,anh cũng đã ghi 7 bàn và có đến 11 đường kiến tạo thành bàn.
Mùa 2011/12 anh ghi dược 5 bàn và 4 lần trong đó là tên chấm penalty.Mùa 2012/13 Baines đã có 116 đường chuyền tạo cơ hội cho các đồng đội nhiều hơn bất kì cầu thủ nào ở 5 giải vô địch hàng đầu châu Âu như Juan Mata hay Xavi.

## Thống kê sự nghiệp

### Câu lạc bộ
| Câu lạc bộ          | Mùa giải            | Premier League      | Premier League | Premier League | FA Cup | FA Cup | League Cup | League Cup | Khác | Khác | Tổng cộng | Tổng cộng |
| Câu lạc bộ          | Mùa giải            | Giải                | Trận           | Bàn            | Trận   | Bàn    | Trận       | Bàn        | Trận | Bàn  | Trận      | Bàn       |
| ------------------- | ------------------- | ------------------- | -------------- | -------------- | ------ | ------ | ---------- | ---------- | ---- | ---- | --------- | --------- |
| Wigan Athletic      | 2001–02             | Second Division     | 0              | 0              | 0      | 0      | 0          | 0          | 0    | 0    | 0         | 0         |
| Wigan Athletic      | 2002–03             | Second Division     | 6              | 0              | 2      | 0      | 2          | 0          | 2    | 0    | 12        | 0         |
| Wigan Athletic      | 2003–04             | First Division      | 26             | 0              | 1      | 0      | 1          | 0          | —    | —    | 28        | 0         |
| Wigan Athletic      | 2004–05             | Championship        | 41             | 1              | 0      | 0      | 1          | 0          | —    | —    | 42        | 1         |
| Wigan Athletic      | 2005–06             | Premier League      | 37             | 0              | 2      | 0      | 4          | 0          | —    | —    | 43        | 0         |
| Wigan Athletic      | 2006–07             | Premier League      | 35             | 3              | 1      | 0      | 1          | 0          | —    | —    | 37        | 3         |
| Wigan Athletic      | Tổng cộng           | Tổng cộng           | 145            | 4              | 6      | 0      | 9          | 0          | 2    | 0    | 162       | 4         |
| Everton             | 2007–08             | Premier League      | 22             | 0              | 1      | 0      | 1          | 0          | 5    | 0    | 29        | 0         |
| Everton             | 2008–09             | Premier League      | 31             | 1              | 7      | 0      | 0          | 0          | 1    | 0    | 39        | 1         |
| Everton             | 2009–10             | Premier League      | 37             | 1              | 2      | 1      | 1          | 0          | 8    | 0    | 48        | 2         |
| Everton             | 2010–11             | Premier League      | 38             | 5              | 4      | 2      | 2          | 0          | —    | —    | 44        | 7         |
| Everton             | 2011–12             | Premier League      | 33             | 4              | 6      | 1      | 3          | 0          | —    | —    | 42        | 5         |
| Everton             | 2012–13             | Premier League      | 38             | 5              | 5      | 2      | 1          | 0          | —    | —    | 44        | 7         |
| Everton             | 2013–14             | Premier League      | 32             | 5              | 3      | 1      | 0          | 0          | —    | —    | 35        | 6         |
| Everton             | 2014–15             | Premier League      | 31             | 2              | 1      | 0      | 0          | 0          | 5    | 1    | 37        | 3         |
| Everton             | 2015–16             | Premier League      | 18             | 2              | 2      | 0      | 3          | 0          | —    | —    | 23        | 2         |
| Everton             | 2016–17             | Premier League      | 32             | 2              | 1      | 0      | 0          | 0          | —    | —    | 33        | 2         |
| Everton             | 2017–18             | Premier League      | 22             | 2              | 0      | 0      | 1          | 0          | 6    | 1    | 29        | 3         |
| Everton             | 2018–19             | Premier League      | 6              | 0              | 1      | 0      | 1          | 0          | —    | —    | 8         | 0         |
| Everton             | 2019–20             | Premier League      | 8              | 0              | 0      | 0      | 1          | 1          | —    | —    | 9         | 1         |
| Everton             | Tổng cộng           | Tổng cộng           | 348            | 29             | 33     | 7      | 14         | 1          | 25   | 2    | 420       | 39        |
| Tổng cộng sự nghiệp | Tổng cộng sự nghiệp | Tổng cộng sự nghiệp | 493            | 33             | 39     | 7      | 23         | 1          | 27   | 2    | 583       | 43        |

### Quốc tế
| Đội tuyển quốc gia | Năm       | Trận | Bàn |
| ------------------ | --------- | ---- | --- |
| Anh                | 2010      | 2    | 0   |
| Anh                | 2011      | 4    | 0   |
| Anh                | 2012      | 7    | 1   |
| Anh                | 2013      | 9    | 0   |
| Anh                | 2014      | 7    | 0   |
| Anh                | 2015      | 1    | 0   |
| Tổng cộng          | Tổng cộng | 30   | 1   |

### Bàn thắng quốc tế
Scores and results list England's goal tally first.
| #  | Ngày               | Địa điểm                               | Đối thủ | Bàn thắng | Kết quả | Giải đấu                 |
| -- | ------------------ | -------------------------------------- | ------- | --------- | ------- | ------------------------ |
| 1. | 7 tháng 9 năm 2012 | Sân vận động Zimbru, Chişinău, Moldova | Moldova | 5–0       | 5–0     | Vòng loại World Cup 2014 |